# George Frederick Nott
George Frederick Nott (14 maggio 1768 – 25 ottobre 1841) è stato un teologo e letterato inglese.

## Biografia
Nott visse molti anni in Italia dove conobbe Vincenzo Monti, e divenne amico di Christian Karl Josias von Bunsen, di Giovan Battista Niccolini, di Giacomo Leopardi. Tradusse in italiano il Book of Common Prayer, si fece editore di Dante e di una sorta di romanzo trecentesco, l'Avventuroso Ciciliano di Busone da Gubbio.